# Лариозавры
Лариозавры (лат. Lariosaurus) — род завроптеригий из семейства Nothosauridae отряда Nothosauroidea, живших в морях триасового периода (247,2—235,0 млн лет назад). Ископаемые остатки, принадлежащие представителям рода, найдены на территории Австрии, Германии, Испании, Италии, Китая, Нидерландов, Франции, Швейцарии.
Род назван в честь озера Ларио, где (район Перледо) были найдены первые останки (ныне экспонируются в близлежащем замке Вецио).

## Описание

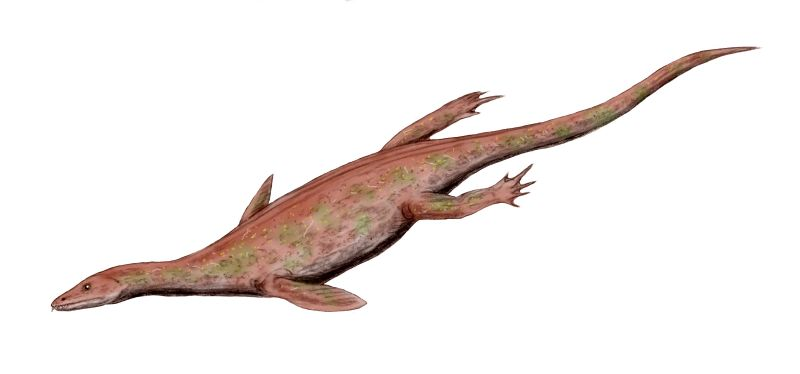
Реконструкция

Для этих представителей семейства Nothosauridae характерен малый размер (длина до 60 см), короткая шея и пальцы. Клыки в передней части широких челюстей смыкаются, образуя крепкий капкан для ловли рыбы и других морских животных. Задние конечности пятипалые, с когтями и небольшой перепонкой. Передние конечности преобразованы в ласты. Обе пары ног очень короткие и не производят впечатления мощных плавательных приспособлений. Передние конечности сильнее задних, видимо, они были основными движителями, что отличает лариозавров от Pachypleurosaurus.
Лазиозавры были живородящими — были найдены несколько скелетов с окаменелыми остатками эмбрионов, что указывает на то, что самки вынашивали детёнышей в своей утробе до их полного созревания.
В одном из образцов в полости, соответствующей желудку, были обнаружены остатки двух молодых плакодонтов рода Cyamodus, поэтому учёным доподлинно известна часть рациона этих завроптеригий.

## Классификация
По данным сайта Paleobiology Database, на июнь 2020 года в род включают 8 вымерших видов:
- Lariosaurus balsami Curioni, 1841typus [syn. Deirosaurus italicus Owen, 1854, Eupodosaurus longobardicus Boulenger, 1891, Lariosaurus carinthiacus (Arthaber, 1924), Macromirosaurus plini Curioni, 1847, Macromirosaurus plinii Curioni, 1847, orth. var., Proneusticosaurus carinthiacus Arthaber, 1924]
- Lariosaurus buzzii Tschanz, 1989 [syn. Silvestrosaurus buzzii (Tschanz, 1989)]
- Lariosaurus curionii Rieppel, 1998
- Lariosaurus hongguoensis Jiang et al., 2006
- Lariosaurus teutonicus Diedrich, 1996
- Lariosaurus valceresii Tintori & Renesto, 1990
- Lariosaurus vosseveldensis Klein et al., 2016
- Lariosaurus xingyiensis Li et al., 2002